# Nikkoaspis sikokiana
Nikkoaspis sikokiana är en insektsart som beskrevs av Sadao Takagi 1999. Nikkoaspis sikokiana ingår i släktet Nikkoaspis och familjen pansarsköldlöss. Inga underarter finns listade i Catalogue of Life.